# Tiaguinho
Tiago da Rocha Vieira dit Tiaguinho, né le 4 juin 1994 au Brésil et mort le 28 novembre 2016 à La Unión, est un footballeur brésilien qui évolue au poste d'attaquant.
Il meurt le 28 novembre 2016, dans le crash du vol 2933 LaMia Airlines.

## Biographie
Tiaguinho joue principalement en faveur des clubs de Metropolitano et de Chapecoense. 
Il dispute au cours de sa carrière 10 matchs en première division brésilienne, marquant un but, et sept matchs en Copa Sudamericana.